# Меджа (Хорватія)
Меджа (хорв. Međa) — населений пункт у Хорватії, у Копривницько-Крижевецькій жупанії у складі громади Светі-Петар-Ореховець.

## Населення
Населення за даними перепису 2011 року становило 180 осіб.
Динаміка чисельності населення поселення: